# رودولف أنديرس
رودولف أنديرس (بالإنجليزية: Rudolph Anders)‏ هو ممثل أمريكي (وحمل سابقاً جنسية جمهورية فايمار والقيصرية الألمانية)، ولد في 17 ديسمبر 1902 في ألمانيا، وتوفي في 27 مارس 1987 في الولايات المتحدة.

## وصلات خارجية
- رودولف أنديرس على موقع IMDb (الإنجليزية)
- رودولف أنديرس على موقع ألو سيني (الفرنسية)
- رودولف أنديرس على موقع أول موفي (الإنجليزية)
- رودولف أنديرس على موقع قاعدة بيانات برودواي على الإنترنت (الإنجليزية)
- رودولف أنديرس على موقع قاعدة بيانات برودواي على الإنترنت (الإنجليزية)
- رودولف أنديرس على موقع قاعدة بيانات برودواي على الإنترنت (الإنجليزية)
- رودولف أنديرس على موقع قاعدة بيانات الأفلام السويدية (السويدية)
- رودولف أنديرس على موقع قاعدة بيانات الفيلم (الإنجليزية)
- رودولف أنديرس على موقع كينوبويسك (الروسية)